# Simon (film, 1980)
Pour les articles homonymes, voir Simon.
Pour plus de détails, voir Fiche technique et Distribution.
Simon est une comédie de science-fiction américaine réalisé par Marshall Brickman, sorti en 1980.

## Synopsis
Un groupe de scientifiques utilise Simon Mendelssohn, professeur de psychologie, comme cobaye dans une expérience de lavage de cerveau. Dans le cadre de cette expérience, ils lui font croire qu'il est un extra-terrestre venu d'une autre planète.

## Fiche technique
- Titre : Simon
- Réalisation : Marshall Brickman
- Scénario : Marshall Brickman, Thomas Baum
- Production : Martin Bregman, Louis A. Stroller
- Musique : Stanley Silverman
- Photographie : Adam Holender
- Montage : Nina Feinberg
- Direction artistique : Stuart Wurtzel
- Chef-décorateur : John Godfrey
- Costumes : Santo Loquasto
- Pays de production : États-Unis
- Langue : anglais
- Genre : comédie/science-fiction
- Durée : 97 minutes
- Date de sortie : 
  - États-Unis : février
- Affiche : Jouineau Bourduge (France)

## Distribution
- Alan Arkin : Professeur Simon Mendelssohn
- Madeline Kahn : Dr. Cynthia Malloy
- Austin Pendleton : Dr. Carl Becker
- Judy Graubart : Lisa
- William Finley : Fichandler
- Jayant : Barundi
- Wallace Shawn : Eric Van Dongen
- Max Wright : Leon Hundertwasser
- Fred Gwynne : Général Korey
- Adolph Green : le maire

## Distinctions

### Nominations
- Saturn Awards 1981 : Saturn Award du meilleur acteur pour Alan Arkin